# Бурдюгов, Анатолий Фёдорович
Анатолий Фёдорович Бурдюгов родился 9 ноября 1958 года с. Чистоводное, Белгород-Днестровский район, Одесская область. Председатель Совета министров Крыма в 2005—2006. Депутат Верховного Совета Крыма второго, третьего и четвёртого созывов. Заслуженный экономист Украины. Заслуженный экономист АРК.

## Образование
- 1984 — Одесский институт народного хозяйства по специальности финансы и кредит.

## Биография
- 1975—1977 — тракторист объединения «Зернопром», Суворовский район Молдавская ССР;
- 1977—1980 — служба в Военно-Морском флоте;
- 1984—1986 — заместитель управляющего отделением Черноморским отделением Госбанка СССР, пгт. Черноморское, Крымская область;
- 1986—1989 — управляющий Советским отделением Госбанка СССР, пгт. Советский Крымская область;
- 1989—1993 — управляющий Советским отделением Агропромбанка, пгт. Советский, Крым;
- декабрь 1993 — сентябрь 2005 — начальник Главного управления Национального банка Украины в Автономной Республике Крым;
- сентябрь 2005 — июнь 2006 — Председатель Совета министров Крыма;
- 2006—2009 — Председатель Биржевого Совета Товарной биржи «Крымская межбанковская валютная биржа», Директор Международного фонда содействия инвестициям в Южном регионе Украины;
- с 2009 — Управляющий Крымским региональным управлением ОАО «Сбербанк России».

## Общественная деятельность
- Депутат Верховного Совета Крыма 1994—2006;
- Член партии «Народный Союз Наша Украина».